# Piramide
Piramide är en station på Roms tunnelbanas Linea B. Stationen öppnades den 10 februari 1955 och är uppkallad efter den närbelägna Cestiuspyramiden. 
Intill Piramide ligger järnvägen Roma–Lidos huvudstation Roma Porta San Paolo.
Stationen Piramide har:
- Biljettautomater
- WC

## Kollektivtrafik
- Järnvägsstation (Roma Ostiense)
- Järnvägsstation  (Roma Porta San Paolo, Roma–Lido)
- Spårvagnshållplats (Piazzale Ostiense/MB, linea 3)
- Busshållplats ATAC

## Närbelägna byggnader och monument
- Cestiuspyramiden
- Porta San Paolo
- Protestantiska kyrkogården
- Monte Testaccio
- Campo Testaccio
- Centrale Montemartini
- Parco museo ferroviario Roma Porta San Paolo
- Santa Maria Liberatrice
- Santa Sabina
- San Saba